# Cuscuta liliputana
Cuscuta liliputana ist eine parasitäre Pflanzenart aus der Gattung Seide (Cuscuta) in der Familie der Windengewächse (Convolvulaceae). Die Verbreitungsgebiete der Art liegen im Süden der Vereinigten Staaten und möglicherweise in Mexiko.

## Beschreibung
Cuscuta liliputana besitzen schlanke, gelb bis orange gefärbte Stängel. Die Blütenstände sind doldenförmige Zymen aus meist zwei bis elf, selten nur einer Blüte. An der Basis der Blütengruppen steht jeweils ein Tragblatt, an der Basis der Blütenstiele kann ebenfalls ein Tragblatt stehen. Die Tragblätter sind fleischig, eiförmig-lanzettlich, ganzrandig und nach vorn zugespitzt. Die Blütenstiele sind meist 2 bis 3 mm, selten auch 1 bis 5 mm lang, meist sind sie mit Papillen besetzt.
Die Blüten sind meist vierzählig, selten auch nur dreizählig. Sie sind cremeweiß und werden beim Trocknen cremefarben. Kelchblätter und Krone können papillös sein, Milchsaft ist nicht oder nur kaum in der Mittelrippe der Kronlappen vorhanden. Der Kelch hat eine Länge von 1,3 bis 1,7 mm, er ist stroh-gelb, etwas netzartig und glänzend, zylindrisch und etwa so lang wie die Kronröhre. Die Kelchblätter stehen auf etwa 3/4 ihrer Länge frei voneinander. Die Kelchröhre ist 0,3 bis 0,7 mm, die Kelchzipfel 1 bis 1,35 mm lang. Ihr Rand ist ganzrandig, die Spitze ist spitz zulaufend oder zugespitzt, sie überlappen sich nicht und sind eiförmig-dreieckig geformt. Die Krone ist weiß, 3 bis 3,6 mm lang, wovon die zylindrische Kronröhre etwa 1,5 bis 2 mm ausmacht. Die Kronlappen sind 1,3 bis 1,65 mm lang, zunächst aufrecht stehend, später abstehend bis zurückgebogen. Sie sind lanzettlich, ganzrandig, nach vorne hin spitz zulaufend. Das Epikutikularwachs bildet ein Muster aus längsgerichteten, netzartigen Stäbchen.
Die Staubblätter ragen über die Kronröhre hinaus, sind aber kürzer als die Kronlappen. Die Staubbeutel sind breit bis schmal elliptisch, 0,35 bis 0,5 mm lang und 0,2 bis 0,35 mm breit. Die Staubfäden sind 0,5 bis 0,8 mm lang. Die Pollenkörner sind 24 bis 28 µm lang, trizonokolpat und prolat. Das Tectum ist nicht perforiert oder nur wenig gepunktet, die Muster sind körnig-konisch. Zwischen den Staubblättern stehen Schuppen, die abgeschnitten bis leicht umgekehrt eiförmig sind, eine Länge von 1/4 bis 1/3 der Länge der Kronröhre, also 0,6 bis 0,8 mm aufweisen und bei 0,1 bis 0,2 mm mit einem Gewebeband aus 0,1 bis 0,18 mm langen Fransen miteinander verbunden sind. Die beiden Griffel sind gleichmäßig fadenförmig, 0,8 bis 2,5 mm lang und damit länger als der Fruchtknoten. Die Narben sind kugelförmig kopfig.
Die Früchte sind mit einem Ringriß aufspringende Kapseln. Sie werden 1,5 bis 2,2 mm lang, 0,75 bis 2,5 mm breit, ihre Form ist kugelig oder eingedrückt kugelig. Vorn sind sie verdickt und etwas erhaben, oder aber mit zwei bis vier Höckern versehen, die um kleine, aus den Griffeln hervorgegangene, Anhänge angeordnet sind. Die Früchte sind durchscheinend und tragen die verwelkende Krone. Jede Kapsel enthält zwei bis vier gewinkelte Samen, die nahezu rund bis breit elliptisch sein können. Sie werden 0,8 bis 1,5 × 0,7 bis 0,85 mm groß, die Samenhülle ist grubenförmig papillös. Das Hilum steht nahezu terminal und misst 0,15 bis 0,18 mm im Durchmesser. 

## Vorkommen, Standorte und Ökologie
Die Art ist im südlichen New Mexico, in Arizona sowie im südwestlichen Texas beheimatet, wahrscheinlich reicht die Verbreitung bis nach Mexiko. Die bekannten Standorte liegen in Höhenlagen zwischen 30 m (in Texas) bis zu 1680 m (in New Mexico). Die Wirte der Art gehören zur Untergattung Chamaesyce der Gattung Wolfsmilch (Euphorbia), die vor allem an gestörten Standorten in Trockentälern von Wüsten, im Sand und feinem Kies wachsen.

## Systematik und Botanische Geschichte
Cuscuta liliputana ist innerhalb der Gattung Seide (Cuscuta) in die Untergattung Grammica eingeordnet. Die Art ist wahrscheinlich eine natürlich vorkommende Hybride, deren Elternarten wahrscheinlich einerseits aus einer Art nahe Cuscuta umbellata var. reflexa, Cuscuta odontolepsis und Cuscuta acuta und andererseits aus einer Art nahe Cuscuta umbellata und Cuscuta hyalina bestehen.
Die Art wurde 2008 von Mihai Costea und Saša Stefanovic erstbeschrieben. Das Epitheton leitet sich von der geringen Größe der Pflanze und der Blüten ab und erinnert an das imaginäre Land Liliput aus Jonathan Swifts Werk Gullivers Reisen.